# Cà phê Balmea
Cà phê Balmea, tên khoa học Balmea stormae, là một loài thực vật có hoa thuộc chi đơn loài Balmea trong họ Thiến thảo. Loài này được Martínez mô tả khoa học đầu tiên năm 1942.